# Ледава (річка)
Ледава (словен. Ledava) — річка в Австрії, Словенії, Угорщини і Хорватії, притока Мури.
Довжина річки — 76 км. Ця найбільша річка в регіоні Помурска (північний схід Словенії) та найбільша притока річки Мури в Словенії.
Річка бере свій початок в Австрії, в місці Лендва Бах (Lendva Bach) і тече на південний схід. На територію Словенії Ледава входить, протікаючи біля пагорба Кугли, найвищою вершиною Прекмур'я (418 метрів над рівнем моря), і далі тече на південь. Біля населеного пункту Ропоча впадає в штучне озеро Ледавско. Потім річка витікає з озера, будучи єдиною річкою, що витікає з нього. В своїй нижній течії Ледава протікає через міста Мурска-Собота і Лендава.
У Ледав є кілька приток (в основному, лівих), найбільший з яких — Великий Крк, а найдовший — Кобільє. Шлях Ледави закінчується на кордоні Угорщини, Хорватії і Словенії як ліва притока річки Мури.